# Maison Lautier
La maison Lautier est une maison située à Lagrasse, en France.

## Description
La façade est établie à claire-voie, au rez-de-chaussée, sur quatre piliers de pierre. Chacun des piliers est surmonté d'une console taillée en encorbellement en deux étages raccordés par une contre-courbe. Les vides des trois travées ont été murés, en réservant seulement deux fenêtres et une porte médiane. Le premier étage dépasse largement l'aplomb sur la rue. Une forte poutre longitudinale, d'une seule pièce, repose sur les quatre consoles. Quatre sommiers, renforcés plus tard par d'autres bois, supportent les poteaux du premier étage. Des contre-fiches inclinées, appuyées sur les piliers de pierre, et assemblées à une traverse longitudinale, soulagent les sommiers. Une série de poutrelles irrégulièrement espacées repose sur la traverse.  Les poutrelles supportent la sablière du premier étage. Le deuxième étage est en encorbellement sur le premier. Dans les intervalles entre les poutrelles, formant des métopes abritées par le large couvert du premier étage, se trouvent 21 panneaux peints (personnages, animaux fantastiques, feuillage...). La porte donne accès à un petit escalier en vis, en pierre.

## Localisation
La maison est située sur la commune de Lagrasse, dans le département français de l'Aude.

## Historique
La maison est construite entre 1533 et 1543. La tourelle d'escalier et les parties adjacentes dateraient de la fin du 15e siècle (vers 1495).
L'édifice est inscrit au titre des monuments historiques en 1948. L'arrêté d'inscription du 3 juin 2024 se substitue au précédent.

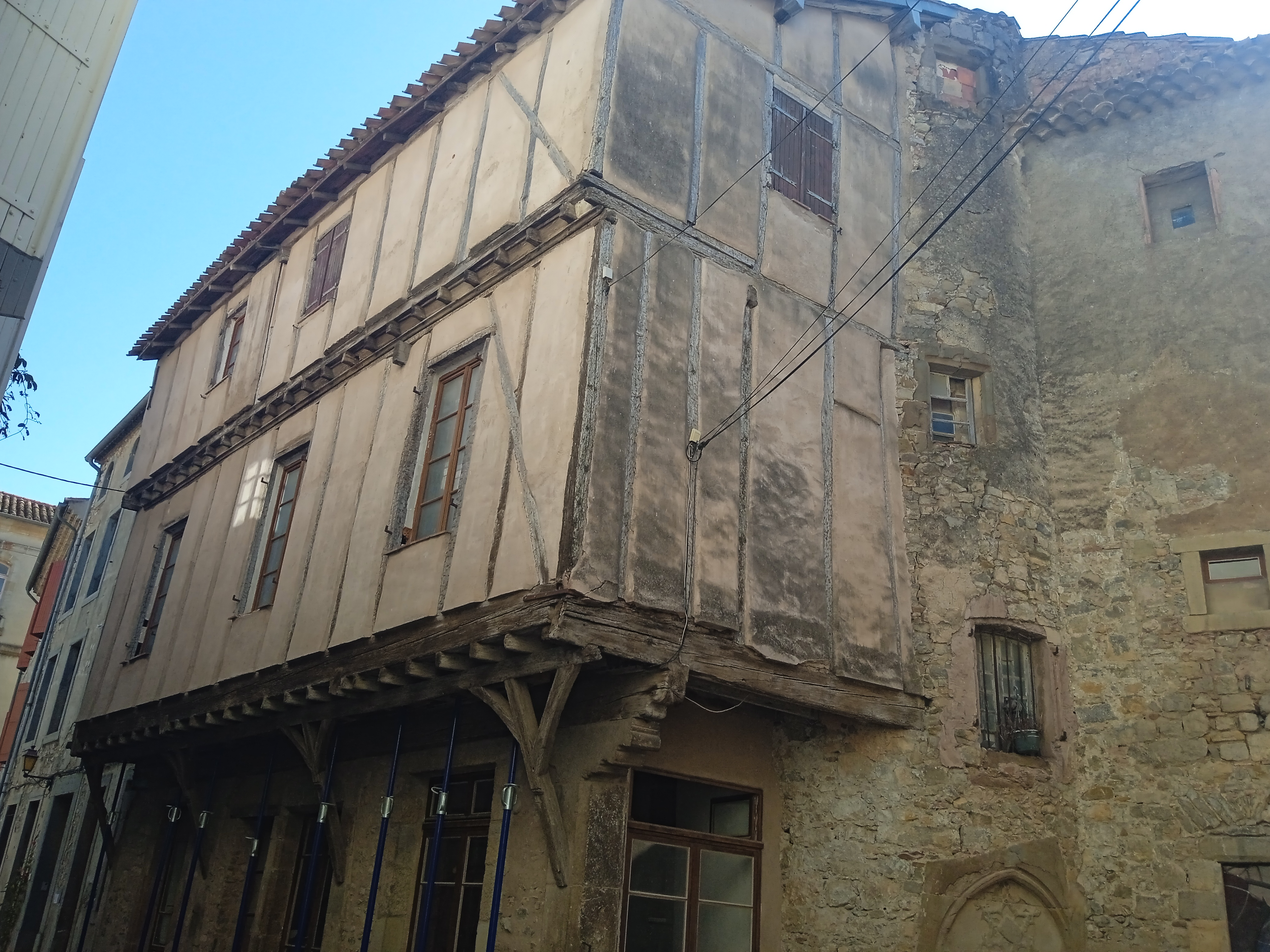
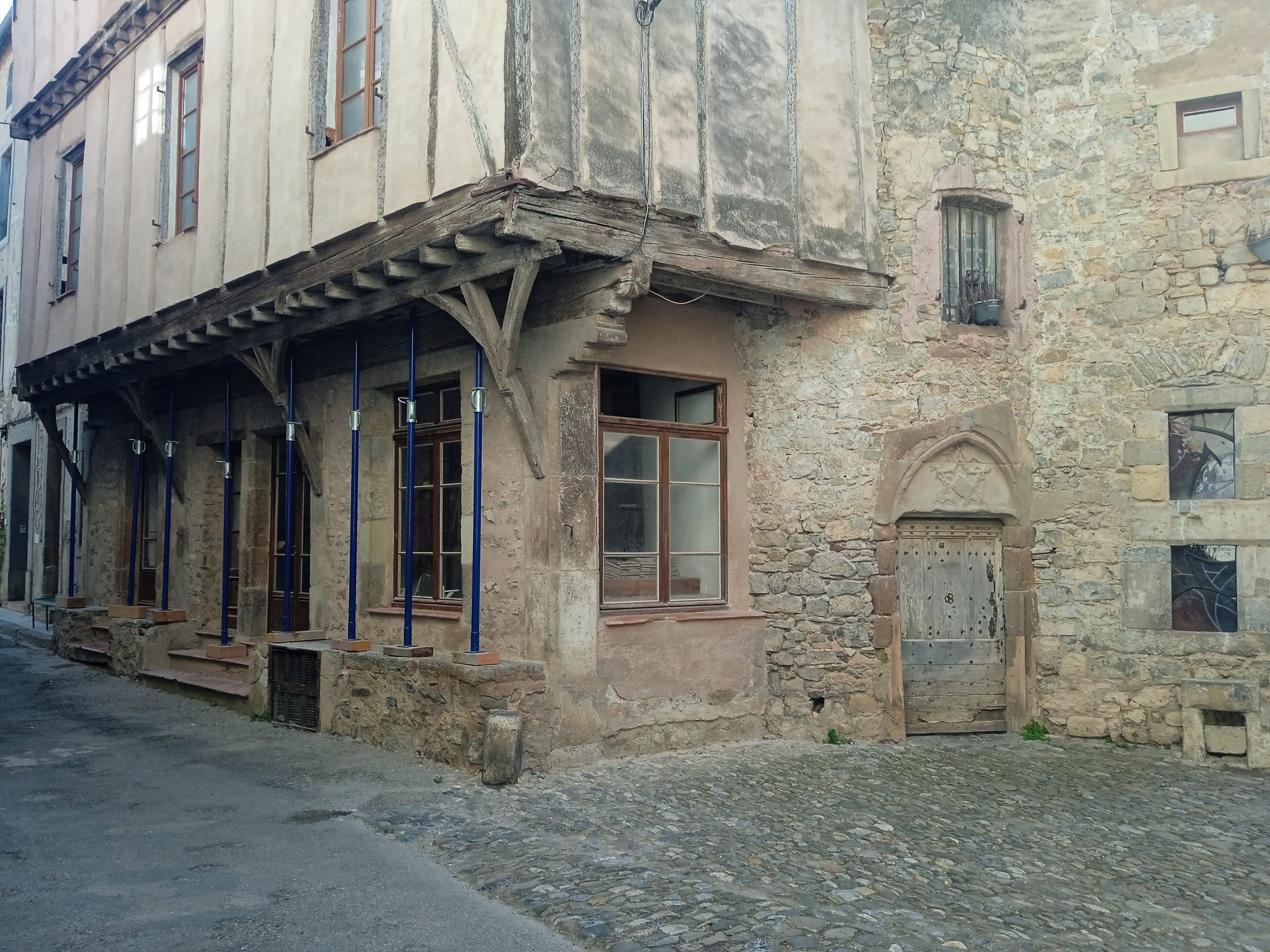